# موريس بن
موريس بن (بالإنجليزية: Maurice Benn)‏ هو منافس ألعاب قوى بريطاني، ولد في 9 نوفمبر 1946.

## وصلات خارجية
- موريس بن على موقع الاتحاد الدولي لألعاب القوى (الإنجليزية)
- موريس بن على موقع أوليمبيديا (الإنجليزية)